# Sophie Ward
Sophie Anna Ward (Londra, 30 dicembre 1964) è un'attrice britannica.

## Biografia
Figlia del noto attore Simon Ward, molto popolare negli anni settanta, esordisce da bambina al cinema per poi proseguire la carriera adulta in lungometraggi come Piramide di paura, Nel fantastico mondo di Oz, Little Dorrit e A Summer Story. Nel frattempo si laurea in letteratura e filosofia alla Open University.
Negli anni ottanta compare in qualità di modella sulla copertina di Vogue.
Nel 1982 partecipa al video musicale del Avalon dei Roxy Music, co-diretto da Howard Guard e Ridley Scott e nel quale interpreta l'irraggiungibile oggetto del desiderio. Tra gli anni ottanta e novanta, i ruoli interpretati dall'attrice offrono poche varianti, in quanto riguardano spesso donne fredde, dal distante spirito vittoriano oppure oggetti di desiderio inafferrabili. Negli anni novanta, tuttavia, l'attrice dà una svolta alla propria carriera dedicandosi al teatro, apparendo in diverse produzioni al Citizens Theatre di Glasgow. Interpreta quindi Amanda in Private Lives, la regina Elisabetta in Don Carlos e Ofelia nell'Amleto di Shakespeare. Tornando al grande schermo, i suoi ruoli più recenti sono quelli nel film Out of Bounds (2003), nel quale recita insieme a Sophia Myles e Celia Imrie, e in Book of Blood (2008), insieme a Jonas Armstrong e Reg Fuller.
I suoi ruoli televisivi includono il fantasy Dinotopia e l'acclamata miniserie televisiva A Dark Adapted Eye, al fianco di Helena Bonham Carter e nella quale interpreta Eden, una donna perfettamente equilibrata che tuttavia infine è condannata. Successivamente, interpreta il ruolo ricorrente della dottoressa Helen Trent nella soap opera della ITV Heartbeat. Nel 2008 si unisce al cast di Holby City, nel ruolo ricorrente della sorella di Joseph Byrne, Sophia.

## Vita privata
Dopo aver avuto due figli dal precedente marito, il chirurgo veterinario Paul Hobson, nel 1996 divorzia dal marito dopo aver fatto coming out, dichiarandosi omosessuale, e aver dato inizio a una relazione con la scrittrice statunitense Rena Brannan. In un'intervista, l'attrice ha dichiarato che l'esperienza nel film per la televisione britannico A Village Affair, nel quale ha recitato nel 1995 e dove interpreta il ruolo di una casalinga annoiata che lascia il marito per una donna, l'ha aiutata a divenire consapevole della propria sessualità, tuttavia ha atteso a fare coming out, in quanto non voleva sembrasse solo una mossa pubblicitaria.
Nell'agosto del 2000 Sophie Ward e la sua compagna celebrano una cerimonia di unione civile a Londra, non essendo, all'epoca, ancora formalizzato il matrimonio tra persone dello stesso sesso nel Regno Unito.. Nel 2005 le due donne formalizzarono l'unione civile, cui ha fatto seguito nel 2014 il matrimonio. La coppia vive a Londra insieme ai figli di Sophie, dopo aver risieduto diversi anni nei pressi di Stroud, nel Gloucestershire.
La sorella di Sophie, Kitty, è sposata con il comico britannico Michael McIntyre.

## Filmografia parziale

### Cinema
- The Copter Kids, regia di Ronald Spencer (1976)
- Demonio dalla faccia d'angelo (Full Circle), regia di Richard Loncraine (1977)
- A Shocking Accident, regia di James Scott - cortometraggio (1982)
- Cavalli di razza (The Lords of Discipline), regia di Franc Roddam (1983)
- Miriam si sveglia a mezzanotte (The Hunger), regia di Tony Scott (1983)
- Nel fantastico mondo di Oz (Return to Oz), regia di Walter Murch (1985)
- Piramide di paura (Young Sherlock Holmes), regia di Barry Levinson (1985)
- Aria, regia collettiva (1987) - (segmento "I pagliacci")
- Little Dorrit, regia di Christine Edzard (1988)
- Un amore d'estate (A Summer Story), regia di Piers Haggard (1988)
- Before I Die Forever, regia di Harry Hook - cortometraggio (1988)
- Il giovane Toscanini, regia di Franco Zeffirelli (1988)
- Cellini - Una vita scellerata, regia di Giacomo Battiato (1990)
- The Monk, regia di Francisco Lara Polop (1990)
- L'uomo della porta accanto (Der Mann nebenan), regia di Petra Haffter (1991)
- Waxwork 2 - Bentornati al museo delle cere (Waxwork II: Lost in Time), regia di Anthony Hickox (1992)
- Cime tempestose (Wuthering Heights), regia di Peter Kosminsky (1992)
- Guerra o morte (Taking Liberty), regia di Stuart Gillard (1993)
- Bela Donna - Tradimento fatale (Bela Donna), regia di Fábio Barreto (1998)
- Delitto e castigo (Crime and Punishment), regia di Menahem Golan (2002)
- Out of Bounds, regia di Merlin Ward (2003)
- Nobody Knows Anything!, regia di William Tannen (2003)
- Bubblegum, regia di Lea Morement - cortometraggio (2004)
- Book of Blood, regia di John Harrison (2009)
- Missing Link, regia di Rena Brannan - cortometraggio (2009)
- Jane Eyre, regia di Cary Fukunaga (2011)
- David Rose, regia di Shelagh McLeod - cortometraggio (2011)
- The Great Escape, regia di Shelagh McLeod - cortometraggio (2017)

### Televisione
- Shadows – serie TV, episodi 1x07 (1975)
- Play of the Month (BBC Play of the Month) – serie TV, episodi 11x07 (1976)
- Brensham People – serie TV, episodi 1x02 (1976)
- The Lively Arts – documentario TV (1979)
- Frost in May – miniserie TV, episodi 1x01 (1982)
- A Better Class of Person, regia di Frank Cvitanovich – film TV (1985)
- Casanova, regia di Simon Langton – film TV (1987)
- Gli indifferenti, regia di Mauro Bolognini – film TV (1988)
- The Shell Seekers, regia di Waris Hussein – film TV (1989)
- Miss Marple (Agatha Christie's Miss Marple) – serie TV, episodio 1x10 (1989)
- Screenplay – serie TV, episodi 6x03 (1991)
- Danubio blu (Die Strauß-Dynastie) – serie TV, 8 episodi (1991)
- Class of '61, regia di Gregory Hoblit – film TV (1993)
- A Dark Adapted Eye – serie TV, episodi 1x01-1x02 (1994)
- MacGyver - Il tesoro di Atlantide (MacGyver: Lost Treasure of Atlantis), regia di Michael Vejar – film TV (1994)
- Chiller – serie TV, episodi 1x01 (1995)
- A Village Affair, regia di Moira Armstrong – film TV (1995)
- Nelson's Column – serie TV, episodi 2x04 (1995)
- The Big Fall, regia di C. Thomas Howell – film TV (1997)
- La tata (The Nanny) – serie TV, episodi 5x22-6x10-6x12 (1998-1999)
- Crusade – serie TV, episodi 1x04 (1999)
- Rhona – serie TV, episodi 1x05 (2000)
- Welcome to Orty-Fou – serie TV, episodi 2x06 (2000)
- Peak Practice – serie TV, episodi 11x12 (2001)
- The Inspector Lynley Mysteries – serie TV, episodi 1x04 (2002)
- Dinotopia – serie TV, 13 episodi (2002-2003)
- Heartbeat – serie TV, 40 episodi (2004-2006)
- Lewis – serie TV, episodi 4x02 (2010)
- New Tricks - Nuove tracce per vecchie volpi (New Tricks) – serie TV, episodi 7x08 (2010)
- Holby City – serie TV, 6 episodi (2008-2010)
- Law & Order: UK – serie TV, episodi 5x05 (2011)
- Land Girls – serie TV, 14 episodi (2009-2011)
- Hustle - I signori della truffa (Hustle) – serie TV, episodi 8x03 (2012)
- Casualty – serie TV, episodi 26x21 (2012)
- Secret State – serie TV, episodi 1x01 (2012)
- Doctors – serial TV, puntata 16x136 (2014)
- The Moonstone, regia di Lisa Mulcahy – miniserie TV, puntate 1-2-3 (2016)
- Picture Perfect Royal Christmas, regia di Todor Chapkanov – film TV (2020)
- A Very British Scandal, regia di Anne Sewitsky – miniserie TV, puntate 1-2 (2021)
- Strike – serie TV, 4 episodi (2022)

### Videoclip
- Roxy Music Avalon, regia di Howard Guard e Ridley Scott (1982)